# День працівників видавництв, поліграфії і книгорозповсюдження
Де́нь працівникі́в видавни́цтв, поліграфі́ї і книгорозповсю́дження — професійне свято України. Відзначається щорічно в останню суботу травня.

## Історія свята
Свято встановлено в Україні «…враховуючи значний внесок працівників видавничо-поліграфічного комплексу у справу відродження духовності народу, розвиток науки, культури, освіти, всіх сфер життя суспільства…» згідно з Указом Президента України «Про День працівників видавництв, поліграфії і книгорозповсюдження» від 25 травня 1999 року № 563/99.

## Історія поліграфії в Україні
Першою українською друкарнею можна вважати краківську друкарню Швайпольта Фіоля, в якій 1491 року з'явилися перші книги, надруковані кирилицею. Друкарня Фіоля видавала книги для України та суміжних країн, вона почала видання книг на кирилиці в тій формі, яку продовжили друкарні в Україні.
Першу друкарню в Україні заснував у Львові Іван Федоров-Федорович. Вона діяла протягом 1573—1575 рр. А першою виданою на українських землях книгою став «Апостол» (1574), який історично започаткував розвиток друкарства в Україні.
Справжнім шедевром друкарського мистецтва стала Острозька Біблія, завершена 1581-го. Острог став також першим в Україні центром видання тогочасної публіцистики, яку пізніші дослідники назвали «полемічною літературою».
Одним з осередків книгодрукування в Україні була Печерська Лавра. Заснована 1616, Київська лаврська друкарня працювала три сторіччя.
Крім друкарень кириличного шрифту, в Україні працювали і латинсько-польські: першою була невелика друкарня у Львові, що діяла впродовж 1592—1602 р.

## Фахівці для видавничої справи, поліграфії та книгорозповсюдження
Всього в Україні в 1574 - 1648 рр.. діяло 25 друкарень. Головними центрами видавничої діяльності були великі торговельні міста - Київ, Львів, Острог: тут були не лише кадри ремісників, книжників, редакторів, але й можливості ширшого збуту. При великих друкарнях були свої книгарні. Продажем книжок займалися також працівники друкарень, купці і крамарі, які розповсюджували книги разом з іншими товарами.
Був в Україні і негативний досвід руйнації книговидання, починаючи з 1720 р., коли Петро І заборонив своїм указом книговидання українською мовою.
Українське книговидання часами трохи жевріло, але не помирало. Навіть у складний період між першою і другою світовими війнами  існувало близько 50 українських видавництв.

## Видавнича справа та друковане слово
В даний час перед українською книгою і тими, хто займається її розповсюдженням, постала інша проблема - ринкові відносини. 
Готує фахівців для видавничої справи, поліграфії та книгорозповсюдження. Випускники  працюють у видавництвах, друкарнях, редакціях періодичних видань, на радіо і телебаченні, в рекламних організаціях, на підприємствах з виготовлення поліграфічних матеріалів та поліграфічного машинобудування, в організаціях мережі книгорозповсюдження.
Видавнича справа та друковане слово – один із визначальних факторів формування національної свідомості українців.  Вона сприяє подальшій розбудові української державності, відродженню духовності, культурних традицій, досягненню європейських соціальних, економічних та культурних стандартів в Україні.